# 阿尔比迟蛛
阿尔比迟蛛（学名：Chira albiocciput）为跳蛛科迟跳蛛属的动物。分布于日本以及中国大陆的汕头等地。该物种的模式产地在日本。